# Coppa Italia 2008/2009
Pohárový ročník Coppa Italia 2008/09 byl 62 ročník italského poháru ve fotbalu. Soutěž začala 9. srpna 2008 a skončila 13. května 2009. Zúčastnilo se jí celkem 78 klubů.
Obhájce z minulého ročníku byl klub AS Řím.

## Vítěz
| Coppa Italia 2008/09 SS Lazio (5. titul) |